# Criollo de Agalega
El criollo de Agalega es una lengua criolla del idioma francés hablada en las islas Agalega, pertenecientes a Mauricio, ubicadas en el océano Índico, y que cuentan con una población de unos 300 habitantes. Ha sido fuertemente influenciado tanto por el criollo mauriciano y criollo de Seychelles, así como el idioma malgache.